# Odontocera molorchoides
Odontocera molorchoides är en skalbaggsart som först beskrevs av White 1855.  Odontocera molorchoides ingår i släktet Odontocera och familjen långhorningar. Inga underarter finns listade i Catalogue of Life.